# Bienvenida Bolani
Beata Bienvenida Bolani (4 de mayo de 1254-30 de octubre de 1292) fue una religiosa perteneciente a la Tercera Orden de Santo Domingo. Bolani condicionó su vida a estrictas austeridades como acto de arrepentimiento y devoción a Dios, siendo conocida por haber tenido visiones de ángeles y demonios.
La confirmación del culto local tardío a Bolani permitió al papa Clemente XIII aprobar su beatificación en 1765.

## Biografía
Bienvenida Bolani nació en Cividale del Friuli, en la antigua República de Venecia, Italia, el 4 de mayo de 1254, siendo la más pequeña de siete hermanas. Su madre informó a su esposo del sexo del bebé para disgusto de este, quien deseaba un varón, si bien la mujer declaró con alegría: «¡Ella también será bienvenida!». Estas palabras condujeron a que Bolani fuese bautizada con el nombre de Bienvenida.
Bolani se negó a participar en juegos propios de la infancia que caían en la mundanalidad, motivo por el que desde niña adoptó una actitud pía y de servicio a Dios en vez de seguir un modo de vida secular. Una de sus hermanas, caracterizada por su vanidad, trató inútilmente de enseñarle a vestirse con lujosas ropas así como de hacer que sucumbiese a los placeres que tanto rechazaba. En 1266, con apenas 12 años, Bolani empezó a usar una redecilla para el cabello y una cuerda a modo de cinturón como signos de austeridad, si bien al crecer el cordel comenzó a apretarle y a producirle cortes, por lo que se hizo necesario retirarlo. No obstante, la cuerda estaba tan apretada que no se podía quitar sin efectuar una intervención quirúrgica, aunque se afirma que un día, mientras Bolani oraba, esta cayó a su pies por sí sola. La joven comunicó este acontecimiento a su confesor, fray Conrado, quien le pidió mitigar sus penitencias y no llevar a la práctica ningún suplicio sin informarle previamente.
En su adolescencia se convirtirtió en miembro de la Tercera Orden de Santo Domingo, viviendo el resto de su vida en su casa, donde siguió llevando un estilo de vida austero. Bolani enfermó seriamente debido a largos periodos de ayuno y falta de sueño, permaneciendo confinada en cama cinco años y debiendo ser conducida a misa; una de sus hermanas la llevaba a la iglesia al menos una vez por semana para la celebración de las completas. Durante el oficio de un servicio religioso en la víspera de la fiesta de Santo Domingo en la basílica homónima de Bolonia, cerca de la tumba del santo, el propio Santo Domingo de Guzmán, acompañado por San Pedro, se apareció a Bolani y esta quedó curada. La mujer vio el rostro del santo tomar el lugar del rostro del prior cuando empezaron las completas; el santo entonces se dirigió a su tumba y desapareció al tiempo que la Virgen María descendía de un altar lateral con el Niño Jesús en brazos y bendecía a todos los sacerdotes presentes.
Bolani experimentó a lo largo de su vida visiones angelicales y demoníacas; estas últimas desaparecían en cuanto pronunciaba el nombre de la Virgen. Murió a los 38 años de edad el 30 de octubre de 1292. Enterrada en la Iglesia de Santo Domingo de su aldea natal, donde se encontraba la tumba de su familia, sus restos están actualmente desaparecidos.

## Beatificación
En 1447 se intentó un reconocimiento de sus reliquias el cual fracasó debido a que no se pudo hallar su cuerpo (la iglesia sería demolida en 1807). Su beatificación fue aprobada no obstante por el papa Clemente XIII el 6 de febrero de 1765 después de que el pontífice confirmase el prolongado culto local a Bolani.